# Joseph Michael Schmondiuk
Joseph Michael Schmondiuk, DD; ukrainisch: Йосиф Шмондюк, (* 6. August 1912 in Wall, Pennsylvania, USA; † 25. Dezember 1978) war ein US-amerikanischer Metropolit der Ukrainisch griechisch-katholischen Kirche in den Vereinigten Staaten und Erzbischof von Philadelphia.

## Leben
Joseph Michael Schmondiuk war das zweite von vier Kindern, sein Vater Michael Schmodniuk war 1909 aus der Westukraine eingewandert und mit Maria Schmondiuk (geborene Bocia) verheiratet. Im Alter von knapp zehn Jahren verlor der Junge seine Eltern, die infolge einer schweren Grippeepidemie im Jahr 1919 verstarben. Joseph und sein Bruder Michael wurde in Philadelphia in das Waisenhaus der „Schwestern des heiligen Basilius dem Großen“ aufgenommen. Sein jüngster Bruder Emil Johannes wurde von der Familie Braddock in Pflege genommen, seine Schwester viel ebenfalls der Grippe zum Opfer.

## Priesterzeit
Schmondiuk schloss 1930 seine Schulausbildung mit dem Abitur ab. Am 11. Oktober 1930 übersiedelte er nach Rom und begann sein Theologiestudium. Er studierte am Angelicum, der Universität der Propaganda Fide und war in Rom am Priesterseminar des Päpstlichen Ukrainischen Kolleg St. Josaphat untergebracht. Seine Priesterweihe empfing er am 29. März 1936, im gleichen Jahr schloss er das Theologiestudium mit dem Lizentiat für Theologie ab. Nach seiner Priesterweihe kehrte er in die Vereinigten Staaten zurück und arbeitete in Aliquippa sechs Jahre als Pfarrer. Es folgten Pfarrstellen in Rochester (NY), Passic (NJ), und Hamtramck (Michigan). Papst Pius XII. verlieh ihm in Anerkennung seiner hervorragenden Aufbauarbeit für die Ukrainische griechisch-katholische Kirche in den USA den Titel eines „Päpstlichen Kammerherrn“ (Monsignore).

## Weihbischof in Philadelphia
Am 8. August 1956 berief ihn Papst Pius XII. zum Weihbischof in Philadelphia und ernannte ihn gleichzeitig zum Titularbischof von Zeugma in Syria. Am 8. November 1956 weihten ihn der Erzbischof von Philadelphia Constantine Bohacewskyi, Bischof Ambrozij Andrew Senyshyn OSBM und der ruthenische Bischof Nicholas Thomas Elko (Bischof im Exarchat der ruthenischen griechisch-katholischen Kirche für die Vereinigten Staaten von Amerika) zum Bischof.

## Bischof von Stamford
Er wurde am 14. August 1961 durch Papst Johannes XXIII. zum Nachfolger von Ambrozij Andrew Senyshyn als Bischof von Stamford ernannt. Als Bischof von Stamford sorgte er für die Fertigstellung des Basilius-Seminars, dem Priesterseminar der Diözese Stamford. 

## Metropolit und Erzbischof von Philadelphia
Von 1976 bis 1977 war er gleichzeitig Bischof von Stamford und Apostolischer Administrator von Philadelphia. Am 20. September 1977 erfolgte die Ernennung zum Metropolit und Erzbischof von Philadelphia. Er folgte dem verstorbenen Erzbischof Constantine Bohacewskyi auf den Bischofssitz. 

## Allgemeines
Erzbischof Schmodniuk war von 1961 bis 1965 Konzilsteilnehmer an den vier Sitzungsperioden des II. Vatikanischen Konzils. 1977 diente er Papst Paul VI. als persönlicher Berater während der 4. Ordentliche Generalversammlung der Bischofssynode in Rom. Er war Mitkonsekrator bei José Romão Martenetz OSBM, Platon Kornyljak, Jaroslav Gabro (Eparchie Saint Nicolas of Chicago) und Augustine Eugene Hornyak OSBM.